# Papoea's

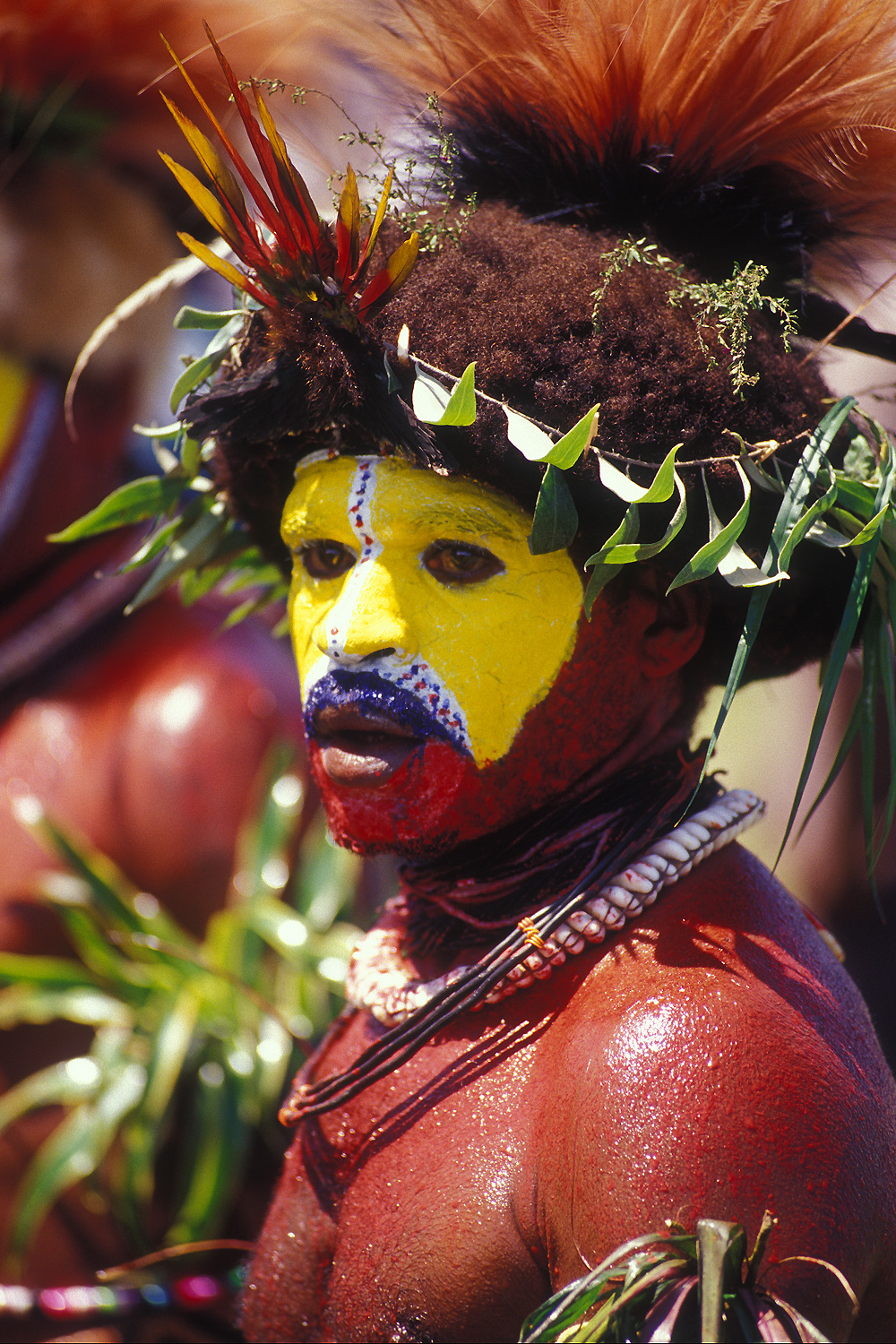
Een man van de Huli-stam uit Papoea-Nieuw-Guinea

De Papoea's zijn de oorspronkelijke bewoners van het eiland Nieuw-Guinea en enkele naburige eilanden. Ze wonen verspreid over twee landen; Indonesië (de provincies Papoea en West-Papoea, voor 2000 samen Irian Jaya) en Papoea-Nieuw-Guinea. Daarnaast wonen er door emigratie Papoea's in de westerse wereld, vooral in Nederland.

## Definitie
Nieuw-Guinea wordt bewoond door bijna duizend verschillende stammen en er worden ruim 800 talen gesproken, die in twee taalgroepen worden onderverdeeld, een onderling zeer verscheiden groep Papoeatalen en de Austronesische talen. De sprekers van de Papoeatalen, de grootste groep, leven vooral op het eiland Nieuw-Guinea en de sprekers van de Austronesische talen leven vooral op de eilanden van de noord- en oostkust van Nieuw-Guinea en in een smalle kuststrook van Nieuw-Guinea. Met Papoea's worden meestal de sprekers van de Papoeatalen aangeduid, maar soms verstaat men er ook de Austronesischsprekende minderheid onder. De Austronesischsprekende stammen worden ook als Melanesiërs aangeduid, naar Melanesië, waar Nieuw-Guinea een onderdeel van uitmaakt.

## Geschiedenis

### Prehistorie

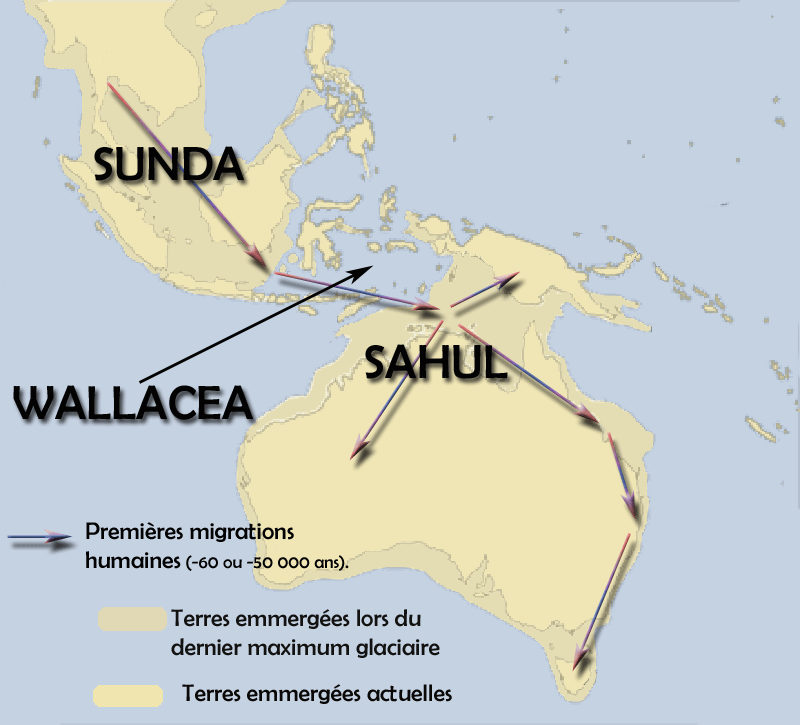

Recent bewijs toont aan dat de Papoea's afstammelingen zijn van de eerste groep bewoners die zich op Nieuw-Guinea hadden gevestigd. 
Volgens de meest recente archeologische vondsten bevolkten de voorouders van de Papoea's en de Aborigines dit continent vanuit Afrika via de Sundaplat omstreeks 55.000 jaar geleden.
Deze mensen waren de toen nauwere zeestraat overgestoken vanuit de eilanden van Wallacea en Sundaland, de huidige Indonesische Archipel. 
Onderzoeken in 2020/2021 van DNA van moderne Papoea's en Aborigines tonen aan dat er zelfs contacten geweest zijn met de Denisovamens, een nu uitgestorven menssoort. Deze contacten moeten hebben plaatsgevonden op minimaal 2 momenten: 46.000 jaar geleden en 25-21.000 jaar geleden.
De voorouders van de Austronesische volken kwamen veel later, zo ongeveer 3500 jaar geleden, als onderdeel van de geleidelijk migratie van zeevarende volken vanuit Zuidoost-Azië, die mogelijk hun oorsprong hadden in het oosten van China. Austronesischsprekende volken koloniseerden veel van de voor de noord- en oostkust van Nieuw-Guinea gelegen eilanden, zoals Nieuw-Ierland en Nieuw-Brittannië.
De bewoning over een periode van tienduizenden jaren heeft geleid tot een grote diversiteit aan volken en talen, wat verder werd vergroot door de komst van de Austronesiërs en in de recente geschiedenis de kolonisatie van Europeanen en Indonesiërs.

### Oostelijk Nieuw-Guinea
Het oostelijk deel van Nieuw-Guinea werd in 1884 verdeeld in een Duitse kolonie in de noordelijke helft en een Britse kolonie in de zuidelijke helft, waarvan het bestuur in 1906 werd overgedragen aan Australië. Na de Eerste Wereldoorlog kreeg Australië het mandaat over het Duitse Keizer Wilhelmsland en na de Tweede Wereldoorlog werden deze twee Australische gebieden samengevoegd onder de naam Territorium van Papoea en Nieuw-Guinea. In 1975 werden dit oostelijk deel van Nieuw-Guinea en de hiervan ten oosten gelegen eilanden onafhankelijk onder de naam Papoea-Nieuw-Guinea.

### Westelijk Nieuw-Guinea

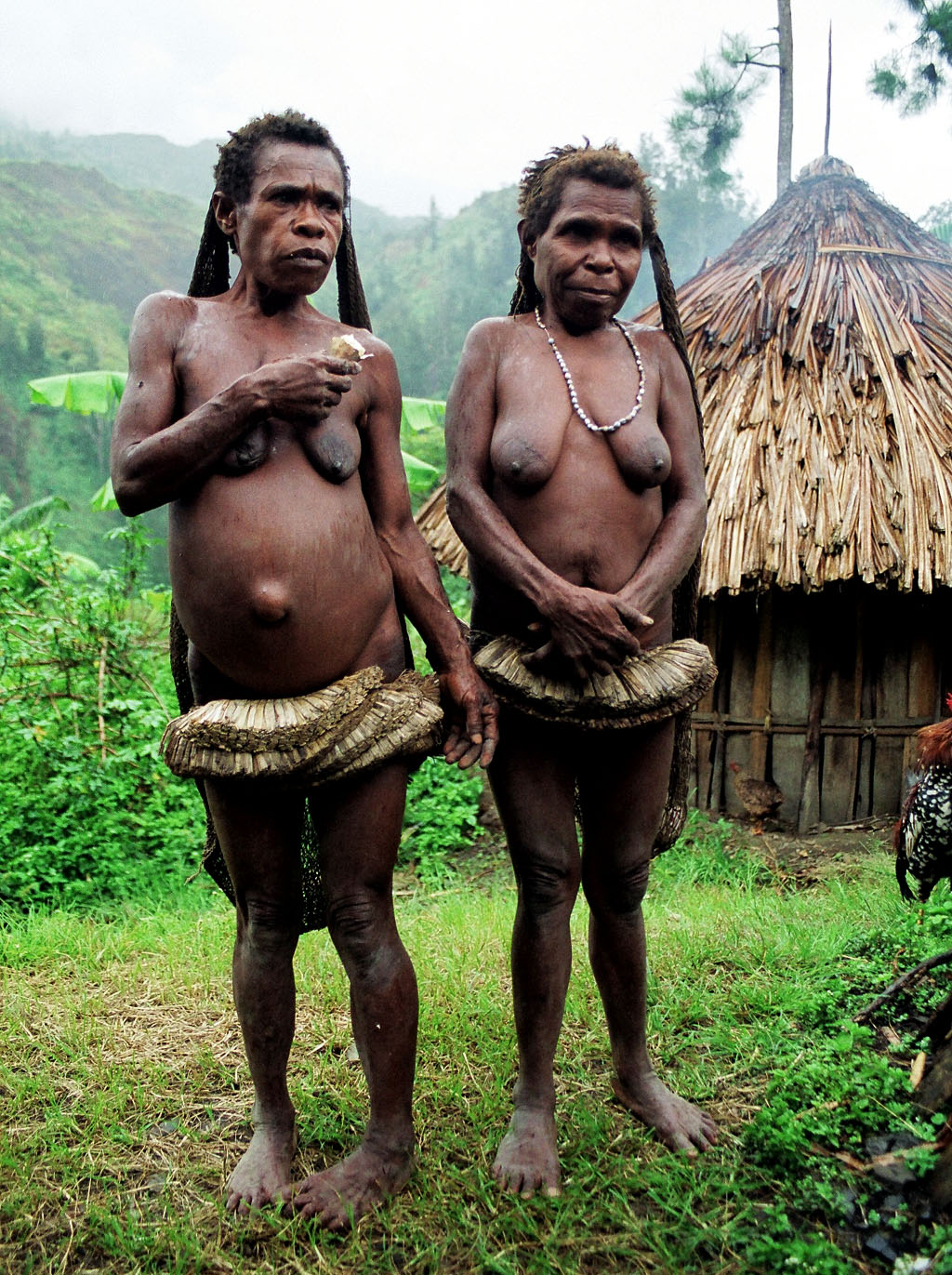
Twee vrouwen van de Yali-stam uit West-Papoea

Het westelijk deel van Nieuw-Guinea was vanaf het eind van de negentiende eeuw tot aan de onafhankelijkheid van Indonesië in 1949 een deel van de Nederlandse kolonie Nederlands-Indië.
Het Kabinet-Drees II besloot in oktober 1952 dat Nieuw-Guinea onderdeel zou blijven van het koninkrijk en dat het bleef streven naar zelfbeschikkingsrecht voor de Papoea's. Tussen 1949 en 1962 was het onder de naam Nederlands-Nieuw-Guinea een overzees gebiedsdeel van Nederland. Na een halfjaar onder het bestuur van de Verenigde Naties (UNTEA) geweest te zijn werd dit deel van Nieuw-Guinea op 1 mei 1963 overgedragen aan Indonesië. Daar werd het een provincie van onder de naam Irian Barat, en vanaf 1970 Irian Jaya.

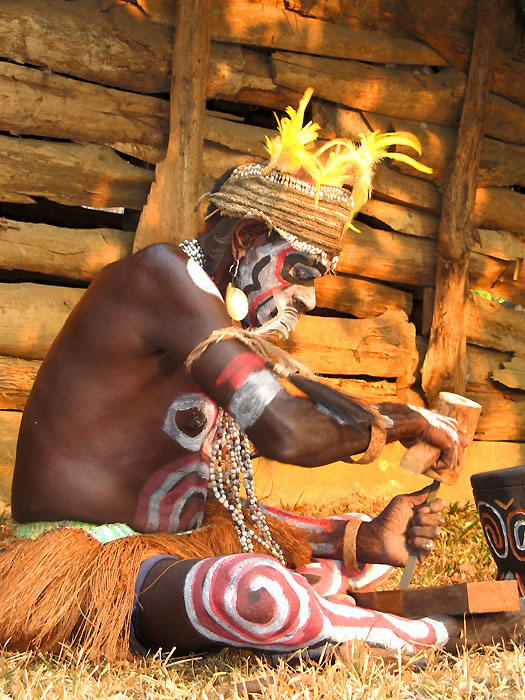
Een Asmat houtbewerker

Voor de overdracht aan Indonesië en vooral ook daarna en tot op heden wordt er door de Papoea's om onafhankelijkheid gevraagd van Indonesië, dat door hen wordt gezien als de bezetter. Vanaf 1965 was het de Organisatie Papoea Merdeka (OPM) (Organisatie voor een vrij Papoea) die vanuit de binnenlanden van de Vogelkop voor onafhankelijkheid streed. Op 1 juli 1971 riep het OPM de onafhankelijkheid van de Republiek van West-Papoea uit. De gewapende tak van het OPM hield rond deze tijd op te bestaan, ook al wordt het OPM nog steeds als symbool van een vrij Papoea gezien. De gewapende strijd werd voortgezet door onder andere de Tentara Pembebasan Nasional (TPN) (Nationaal Bevrijdingsleger) en de Pasukan Pembebasan Nasional (Papenal) (Nationale bevrijdingstroepen), die vooral in het grensgebied van Papoea-Nieuw-Guinea actief zijn. Ook streven de Papoea's met diplomatieke middelen naar onafhankelijkheid, onder andere bij de Verenigde Naties en het Amerikaanse Congres, hun zelfbeschikkingsrecht blijven opeisen. De vertegenwoordigers van de Papoea's komen samen in het Papoeacongres.
In 2019 ziet de situatie er voor de Papoea's niet rooskleurig uit, blijkens een rapport van de International Coalition for Papua (ICP). Indonesië schendt op grote schaal hun mensenrechten (qua vrijheid van meningsuiting, medische zorg, behoud eigen cultuur en landrechten bv). Zij voelen zich tweederangsburgers in eigen land. Tonen van de eigen vlag, de Morgenster, is verboden. De werkloosheid is hoog en in vergelijking met immigranten uit Indonesië maken zij weinig kans op de arbeidsmarkt. Kindersterfte is hoog. Aids en hiv-besmetting vragen eigenlijk om inzet van grote medische bemoeienis, die voor hen juist moeilijk te krijgen is.
Intimidaties van de kant van de Besi Mera Putih, een pro-Indonesische militie, maakt dat zij zich bedreigd voelen. Deze BMP vormt een bedreiging voor personen die voor Papoea's opkomen.

#### Milieuvervuiling
Rond de Grasbergmijn (goud en koper) is er ernstige milieuvervuiling. Rivieren raken vervuild, tropisch oerwoud wordt gekapt.

## Uiterlijk
De Papoea's hebben een donkere huid, zijn vrij klein en hebben kroeshaar, en doen denken aan de Australische Aboriginals, die inderdaad ook hun nauwste verwanten zijn. De Straat Torres-eilanders, de bewoners van de eilanden in de Straat Torres, tussen Australië en Nieuw-Guinea, komen oorspronkelijk van Nieuw-Guinea, maar hebben ook etnische, taalkundige en culturele invloeden vanuit Australië.

## Religie
Een grote meerderheid van de Papoea's is christelijk, ook al vermengen veel mensen dit wel met oudere en traditionele animistische elementen. Afgelegen volksstammen of volksstammen die (vrijwel) nooit in aanraking zijn geweest met de buitenwereld, hebben hun natuurgodsdienst volledig behouden.

## Cultuur

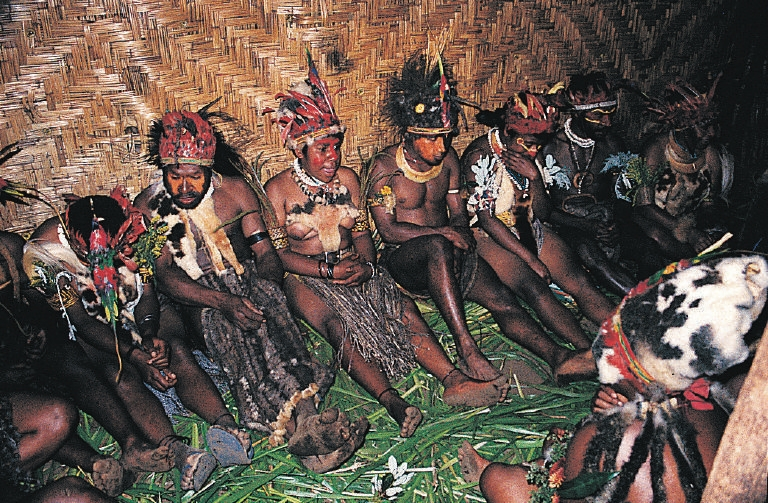
Beenceremonie in Papoea-Nieuw-Guinea

De verscheidenheid in cultuur, taal en gewoontes is zeer groot te noemen. Dit heeft vooral ook zijn oorzaak in de geografische verscheidenheid van het eiland. Vooral de regenwouden en bergen in de binnenlanden van Nieuw-Guinea zijn erg ontoegankelijk en veel rivieren zijn onbevaarbaar. Daarnaast komen er aan de kust enkele omvangrijke moerasgebieden voor, die ook moeilijk toegankelijk zijn. De meeste volksstammen en het ontoegankelijk gebied dat ze bewonen waren niet bekend toen de Europeanen de kusten van Nieuw-Guinea probeerden te koloniseren. Ook in de eenentwintigste eeuw zijn er nog steeds stammen waar vrijwel niets over bekend is en die nog in de steentijd leven.

### Kleding
De traditionele kleding van de Papoea's is, voor westerse normen, schaars. De mannen van sommige culturen zoals de Dani en de Yali van de Baliemvallei dragen niet meer dan een peniskoker of men is zoals bij de Asmat en de Korowai in het zuiden traditioneel naakt. De vrouwen dragen van gras gemaakte rokjes. In andere culturen, met name aan de noordkust, droegen de mannen onder Austronesische invloed traditioneel lendendoeken. Het gebruik van peniskokers en rokjes van gras komt alleen nog voor in de binnenlanden; aan de kust en op de omringende eilanden zijn sinds de komst van de Europeanen en vooral onder druk van de gearabiseerde moslim Indonesiërs deze kledinggewoontes steeds zeldzamer geworden.

### Koppensnellen en kannibalisme
Onder Papoea-stammen in de binnenlanden van Nieuw-Guinea kwam tot niet zo lang geleden de praktijk van het koppensnellen en, op kleinere schaal, kannibalisme voor. De frequentie en de verspreiding van het kannibalisme staat onder moderne antropologen ter discussie.
Het koppensnellen had zijn oorzaak in het gegeven dat de Papoea's niet in een natuurlijke dood geloofden. Wanneer een lid van de stam overleed, zag men dit als een poging van een naburige en vijandige stam om de stam hiermee te verzwakken. De enige manier om dit evenwicht weer te herstellen was  een lid van deze andere stam te doden en zijn hoofd als trofee mee te nemen. Dit ging gepaard met rituelen die per stam verschilden. Zo hadden bijvoorbeeld de Asmat voorafgaand aan het koppensnellen feesten waar bisjpalen een centrale rol in speelden.
Kannibalisme kwam veel minder vaak voor en komt volgens Papoea-specialisten al sinds tientallen jaren niet meer voor, al is niet iedereen het hiermee eens.

## Etnische groepen

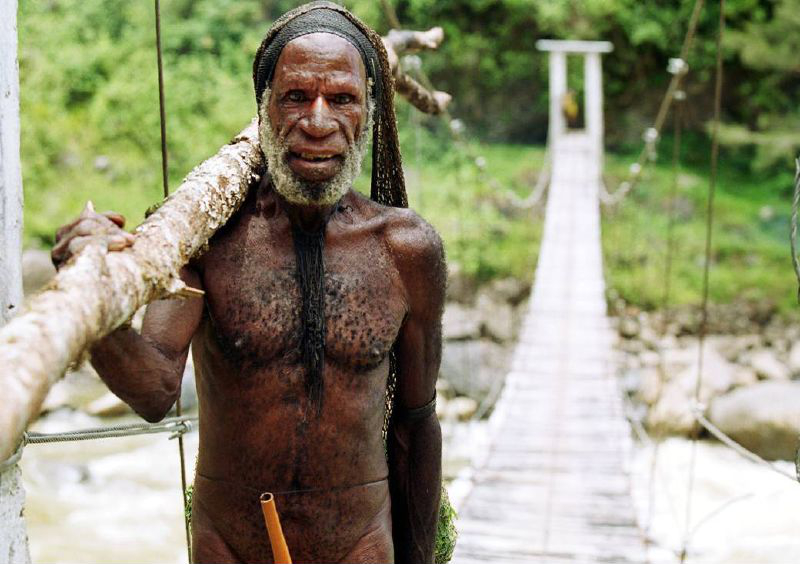
Man van de Dani-stam in de provincie Papoea

Hieronder volgt een (incomplete) lijst van etnische Papoeagroepen:
- Amungme
- Asmat
- Bauzi
- Biak
- Damal
- Dani
- Huli
- Kamoro
- Kombai
- Korowai
- Lani
- Liawep
- Mee
- Nduga
- Sawi
- Sentani
- Sepik
- Yali
- Yéi-nan

## Papoea's in Nederland

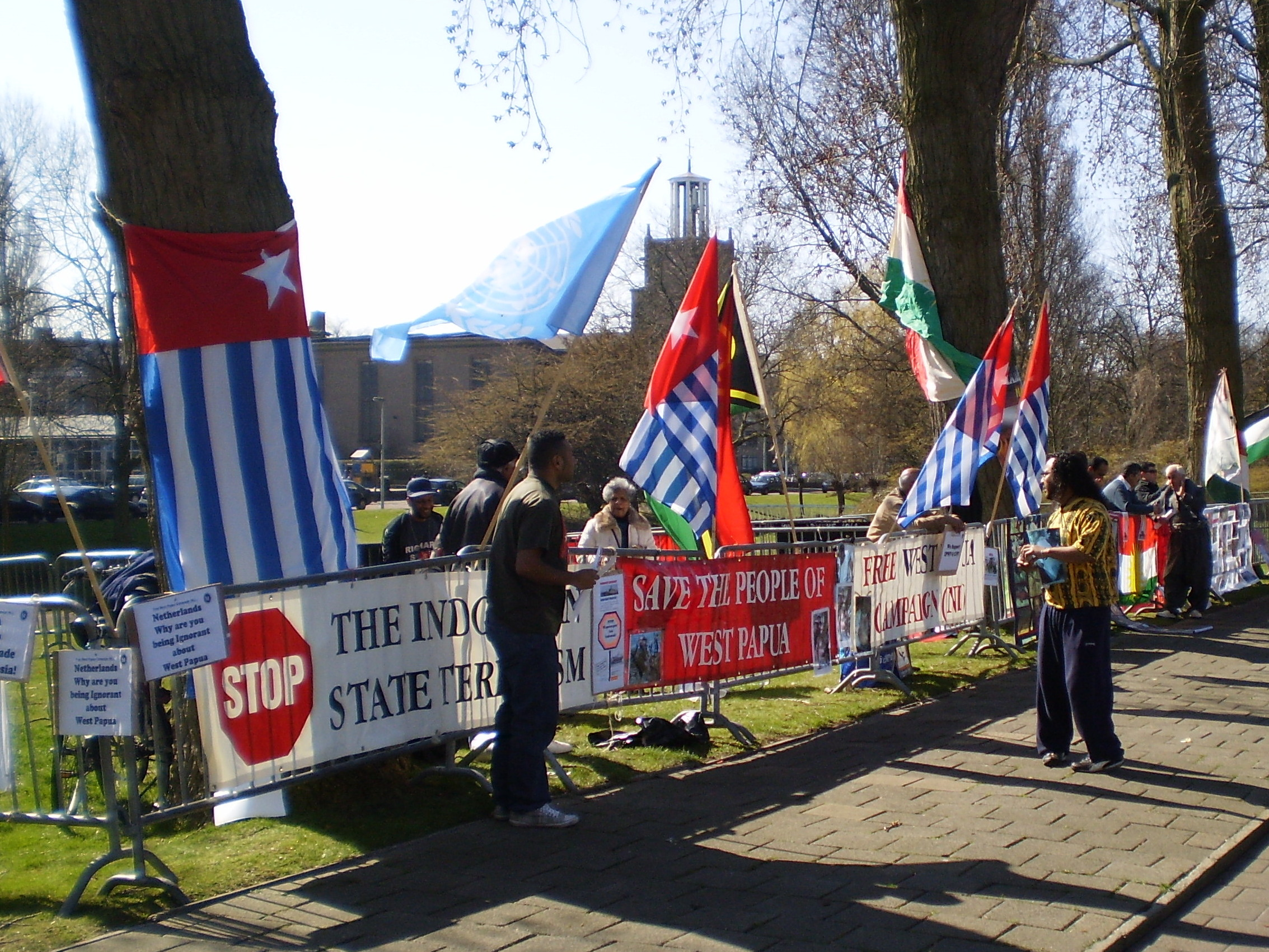
West-Papoeademonstratie, Den Haag

In de periode van het UNTEA-bestuur kwam een groep van ongeveer vijfhonderd Papoea-gezinnen naar Nederland, waarvan de mannen in overheidsdienst waren en daarom niet op Nieuw-Guinea konden blijven.
Sommigen van hen zijn vanuit Nederland blijven ijveren voor een vrij Papoea. Bijvoorbeeld Marcus Kaisiepo (1913-2000), afkomstig uit Korido in Nederlands-Nieuw-Guinea. Hij werd in april 1961 verkozen in het koloniale parlement, de Nieuw-Guinea Raad. In 1962 zag zijn familie zich gedwongen om naar Nederland uit te wijken na de overdracht van de regio aan Indonesië. Ook zijn zoon Viktor Kaisiepo (1948-2010), spande zich in Nederland in voor de Papoease zaak. In 2002 kwam er een autonomiewet voor West-Papoea na een groot Papoeacongres waaraan ook Viktor Kaisiepo had deelgenomen. Het werk van de Kaisiepo's wordt tot op heden voortgezet door de overkoepelende organisatie; het West Papua Volksfront, dat is aangesloten bij de Organisatie Vrij Papua (OPM, Organisasi Papua Merdeka).